# Házená na Letních olympijských hrách 1992

## Turnaj mužů
| Zlato   | Sjednocený tým (EUN) |
| Stříbro | Švédsko (SWE)        |
| Bronz   | Francie (FRA)        |

Turnaj se odehrál v rámci XXV. olympijské hry ve dnech 27. července – 8. srpna 1992 v Barceloně.
Turnaje se zúčastnilo 12 mužstev, rozdělených do dvou šestičlenných skupin. První dvě mužstva postoupila do play off, týmy na třetím místě hrály o páté místo, týmy na čtvrtém místě hrály o sedmé místo atd. Olympijským vítězem se stalo mužstvo Společenství nezávislých států.

### Skupina A
|    |             | SWE   | ISL   | KOR   | HUN   | TCH   | BRA   | V | R | P | Skóre   | B  |
| 1. | Švédsko     | ***   | 25:18 | 28:18 | 25:21 | 24:14 | 22:15 | 5 | 0 | 0 | 120:86  | 10 |
| 2. | Island      | 18:25 | ***   | 26:24 | 22:16 | 16:16 | 19:18 | 3 | 1 | 1 | 101:99  | 7  |
| 3. | Jižní Korea | 18:28 | 24:26 | ***   | 22:18 | 20:19 | 30:26 | 3 | 0 | 2 | 114:115 | 6  |
| 4. | Maďarsko    | 21:25 | 16:22 | 18:22 | ***   | 20:18 | 27:21 | 2 | 0 | 3 | 104:109 | 4  |
| 5. | ČSFR        | 14:24 | 16:16 | 19:20 | 18:20 | ***   | 27:16 | 1 | 1 | 3 | 95:94   | 3  |
| 6. | Brazílie    | 15:22 | 18:19 | 26:30 | 21:27 | 16:27 | ***   | 0 | 0 | 5 | 96:126  | 0  |

 Švédsko -  Československo 20:14 (8:7)
27. července 1992 (11:30) – Barcelona
 Island -  Brazílie 19:18 (10:10)
27. července 1992 (14:30) – Barcelona
 Jižní Korea -  Maďarsko 22:18 (11:11)
27. července 1992 (19:00) – Barcelona
 Švédsko -  Jižní Korea 26:18 (15:6)
29. července 1992 (10:00) – Barcelona
 Maďarsko -  Brazílie 27:21 (10:10)
29. července 1992 (14:30) – Barcelona
 Island -  Československo 16:16 (9:9)
29. července 1992 (20:30) – Barcelona
 Jižní Korea -  Československo 20:19 (7:11)
31. července 1992 (11:30) – Barcelona
 Island -  Maďarsko 22:16 (10:3)
31. července 1992 (14:30) – Barcelona
 Švédsko -  Brazílie 22:15 (11:7)
31. července 1992 (19:00) – Barcelona
 Island -  Jižní Korea 26:24 (11:14)
2. srpna 1992 (10:00) – Barcelona
 Švédsko -  Maďarsko 25:21 (14:10)
2. srpna 1992 (16:00) – Barcelona
 Československo -  Brazílie 27:16 (9:9)
2. srpna 1992 (19:00) – Barcelona
 Maďarsko -  Československo 20:18 (9:8)
4. srpna 1992 (11:30) – Barcelona
 Jižní Korea -  Brazílie 30:26 (16:13)
4. srpna 1992 (14:30) – Barcelona
 Švédsko -  Island 25:18 (12:7)
4. srpna 1992 (20:30) – Barcelona

### Skupina B
|    |           | EUN   | FRA   | ESP   | ROM   | GER   | EGY   | V | R | P | Skóre   | B  |
| 1. | SNS       | ***   | 23:22 | 24:18 | 27:25 | 25:15 | 22:18 | 5 | 0 | 0 | 121:98  | 10 |
| 2. | Francie   | 22:23 | ***   | 18:16 | 26:20 | 23:20 | 22:19 | 4 | 0 | 1 | 111:98  | 8  |
| 3. | Španělsko | 18:24 | 16:18 | ***   | 21:20 | 19:18 | 23:18 | 3 | 0 | 2 | 97:98   | 6  |
| 4. | Rumunsko  | 25:27 | 20:26 | 20:21 | ***   | 20:20 | 22:21 | 1 | 1 | 3 | 107:115 | 3  |
| 5. | Německo   | 15:25 | 20:23 | 18:19 | 20:20 | ***   | 24:16 | 1 | 1 | 3 | 97:103  | 3  |
| 6. | Egypt     | 18:22 | 19:22 | 18:23 | 21:22 | 16:24 | ***   | 0 | 0 | 5 | 92:113  | 0  |

 Rumunsko -  Egypt 22:21 (10:12)
27. července 1992 (10:00) – Barcelona
 SNS -  Německo 25:15 (12:7)
27. července 1992 (16:00) – Barcelona
 Francie -  Španělsko 18:16 (7:7)
27. července 1992 (20:30) – Barcelona
 SNS -  Francie 23:22 (14:12)
29. července 1992 (11:30) – Barcelona
 Rumunsko -  Německo 20:20 (13:9)
29. července 1992 (16:00) – Barcelona
 Španělsko -  Egypt 23:18 (11:11)
29. července 1992 (19:00) – Barcelona
 SNS -  Egypt 22:18 (12:9)
31. července 1992 (10:00) – Barcelona
 Francie -  Německo 23:20 (10:9)
31. července 1992 (16:00) – Barcelona
 Španělsko -  Rumunsko 21:20 (14:9)
31. července 1992 (20:30) – Barcelona
 Francie -  Rumunsko 26:20 (12:11)
2. srpna 1992 (11:30) – Barcelona
 Německo -  Egypt 24:16 (13:5)
2. srpna 1992 (14:30) – Barcelona
 SNS -  Španělsko 24:18 (10:5)
2. srpna 1992 (20:30) – Barcelona
 Francie -  Egypt 22:19 (10:7)
4. srpna 1992 (10:00) – Barcelona
 SNS -  Rumunsko 27:25 (12:12)
4. srpna 1992 (16:00) – Barcelona
 Španělsko -  Německo 19:18 (8:8)
4. srpna 1992 (19:00) – Barcelona

### Semifinále
Švédsko -  Francie 25:22 (10:10)
6. srpna 1992 (19:00) – Barcelona
 SNS -  Island 23:19 (11:9)
6. srpna 1992 (21:00) – Barcelona

### Finále
SNS -  Švédsko 22:20 (9:9)
8. srpna 1992 (17:00) – Barcelona

### O 3. místo
Francie -  Island 24:20 (12:9)
8. srpna 1992 (15:00) – Barcelona

### O 5. místo
Španělsko -  Jižní Korea 36:21 (18:10)
7. srpna 1992 (11:00) – Barcelona

### O 7. místo
Maďarsko -  Rumunsko 23:19 (9:13)
7. srpna 1992 (9:00) – Barcelona

### O 9. místo
Československo -  Německo 20:19 (11:8)
7. srpna 1992 (16:00) – Barcelona

### O 11. místo
Egypt -  Brazílie 27:24pp (10:8, 19:19 - 22:22 - 24:24)
7. srpna 1992 (14:00) – Barcelona

### Soupisky
1.  SNS
| - Andrej Lavrov - Igor Vasiljev - Jurii Gavrilov - Andrej Barbatschinski - Sergej Bebetschko - Valerij Gopin | - Vasilij Kudinov - Talant Dujšebajev - Michail Jakimovič - Oleg Grebněv - Oleg Kiseljov - Igor Tschumak | - Andrej Minewski - Pawel Sukossian - Dmitrij Filipov - Wjatscheslaw Gorpischin |

Trenér: Spartak Mironovič
2.  Švédsko
| - Mats Olsson - Robert Hedin - Magnus Wislander - Anders Bäckegren - Ola Lindgren - Per Carlén | - Erik Hajas - Magnus Cato - Axel Sjöblad - Robert Andersson - Pierre Thorsson - Patrik Liljestrand | - Staffan Olsson - Magnus Andersson - Tommy Suoraniemi - Tomas Svensson |

Trenér: Bengt Johansson
3.  Francie
| - Philippe Médard - Pascal Mahé - Philippe Debureau - Denis Lathoud - Denis Tristant - Gaël Monthurel | - Alain Portes - Éric Quintin - Jean-Luc Thiébaut - Philippe Gardent - Thierry Perreux - Laurent Munier | - Frédéric Perez - Jackson Richardson - Stéphane Stoecklin - Frédéric Volle |

Trenér: Daniel Costantini
9.  Československo
| - Bohumír Prokop - Ján Sedláček - Ľubomír Švajlen - Ľuboš Hudák - Martin Šetlík - Michal Tonar | - Milan Foľta - Petr Házl - Peter Kakaščík - Peter Kalafut - Peter Mesiarik - Petr Baumruk | - Roman Bečvář - Václav Lanča - Zdeněk Vaněk - Zoltán Bergendi |

Trenér:

### Konečné pořadí
| XXV. | Olympijské hry | Z | V | R | P | Skóre    | B  |
| ---- | -------------- | - | - | - | - | -------- | -- |
| 1.   | SNS            | 7 | 7 | 0 | 0 | 166: 137 | 14 |
| 2.   | Švédsko        | 7 | 6 | 0 | 1 | 163: 130 | 12 |
| 3.   | Francie        | 7 | 5 | 0 | 2 | 157: 143 | 10 |
| 4.   | Island         | 7 | 3 | 1 | 3 | 140: 146 | 7  |
| 5.   | Španělsko      | 6 | 4 | 0 | 2 | 133: 119 | 8  |
| 6.   | Jižní Korea    | 6 | 3 | 0 | 3 | 135: 151 | 6  |
| 7.   | Maďarsko       | 6 | 3 | 0 | 3 | 125: 127 | 6  |
| 8.   | Rumunsko       | 6 | 1 | 1 | 4 | 126: 138 | 3  |
| 9.   | ČSFR           | 6 | 2 | 1 | 3 | 114: 111 | 5  |
| 10.  | Německo        | 6 | 1 | 1 | 4 | 116: 123 | 3  |
| 11.  | Egypt          | 6 | 1 | 0 | 5 | 119: 137 | 2  |
| 12.  | Brazílie       | 6 | 0 | 0 | 6 | 120: 152 | 0  |

## Turnaj žen
| Zlato   | Jižní Korea (KOR)    |
| Stříbro | Norsko (NOR)         |
| Bronz   | Sjednocený tým (EUN) |

Turnaj se odehrál v rámci XXV. olympijské hry ve dnech 30. července - 8. srpna 1992 v Barceloně.
Turnaje se zúčastnilo 8 družstev, rozdělených do dvou čtyřčlenných skupin. První dvě postoupila do play off, týmy na třetím a čtvrtém místě hrály o 5. resp. 7. místo. Olympijským vítězem se stalo družstvo Korejské republiky.

### Skupina A
|    |         | EUN   | GER   | USA   | NGR   | V | R | P | Skóre | B |
| 1. | SNS     | ***   | 28:22 | 23:16 | 26:18 | 3 | 0 | 0 | 77:56 | 6 |
| 2. | Německo | 22:28 | ***   | 32:16 | 32:17 | 2 | 0 | 1 | 86:61 | 4 |
| 3. | USA     | 16:23 | 16:32 | ***   | 23:21 | 1 | 0 | 2 | 55:76 | 2 |
| 4. | Nigérie | 18:26 | 17:32 | 21:23 | ***   | 0 | 0 | 3 | 56:81 | 0 |

 Německo –  Nigérie 32:17 (12:9)
30. července 1992 (10:00) – Barcelona
 SNS –  USA 23:16 (14:9)
30. července 1992 (15:00) – Barcelona
 SNS –  Nigérie 26:18 (15:5)
1. srpna 1992 (10:00) – Barcelona
 Německo –  USA 32:16 (16:6)
1. srpna 1992 (15:00) – Barcelona
 USA –  Nigérie 23:21 (12:9)
3. srpna 1992 (10:00) – Barcelona
 SNS –  Německo 28:22 (13:14)
3. srpna 1992 (16:30) – Barcelona

### Skupina B
|    |           | KOR   | NOR   | AUT   | ESP   | V | R | P | Skóre | B |
| 1. | Korea     | ***   | 27:16 | 27:27 | 28:18 | 2 | 1 | 0 | 82:61 | 5 |
| 2. | Norsko    | 16:27 | ***   | 19:17 | 20:16 | 2 | 0 | 1 | 55:60 | 4 |
| 3. | Rakousko  | 27:27 | 17:19 | ***   | 20:16 | 1 | 1 | 1 | 64:62 | 3 |
| 4. | Španělsko | 18:28 | 16:20 | 16:20 | ***   | 0 | 0 | 3 | 50:68 | 0 |

 Rakousko -  Španělsko 20:16 (9:4)
30. července 1992 (11:30) – Barcelona
 Korejská republika -  Norsko 27:16 (13:11)
30. července 1992 (16:30) – Barcelona
 Norsko -  Španělsko 20:16 (9:7)
1. srpna 1992 (11:30) – Barcelona
 Korejská republika -  Rakousko 27:27 (12:12)
1. srpna 1992 (16:30) – Barcelona
 Norsko -  Rakousko 19:17 (9:10)
3. srpna 1992 (11:30) – Barcelona
 Korejská republika -  Španělsko 28:18 (15:7)
3. srpna 1992 (16:30) – Barcelona

### Semifinále
Norsko -  SNS 23:20 (12:11)
6. srpna 1992 (14:00) – Barcelona
 Korejská republika - Německo 26:25 (17:13)
6. srpna 1992 (16:00) – Barcelona

### Finále
Korejská republika -  Norsko 28:21 (16: 8)
8. srpna 1992 (12:00) – Barcelona

### O 3. místo
SNS -  Německo 24:20 (10: 9)
8. srpna 1992 (10:00) – Barcelona

### O 5. místo
Rakousko -  USA 26:17 (11:6)
7. srpna 1992 (11:00) – Barcelona

### O 7. místo
Španělsko -  Nigérie 26:17 (14: 5)
7. srpna 1992 (9:00) – Barcelona

### Soupisky
1.  Korejská republika
| - Moon Hyang-Ja - Nam Eun-Young - Lee Ho-Youn - Lee Mi-Young - Hong Jeong-Ho | - Lim O-Kyung - Min Hye-Sook - Park Jeong-Lim - Oh Seong-ok | - Jang Ri-Ra - Kim Hwa-Sook - Park Kap-Sook - Cha Jae-Kyung |

2.  Norsko
| - Hege Kirsti Frøseth - Tonje Sagstuen - Hanne Hogness - Heidi Sundal - Susann Goksør | - Cathrine Svendsen - Mona Dahle - Siri Ettedal - Henriette Henriksen - Ingrid Steen | - Karin Pettersen - Annette Skotvoll - Kristine Duvholt - Heidi Tjugum |

3.  SNS
| - Swetlana Bogdanowa - Natalja Derjugina - Galina Onoprijenko - Tatjana Gorb - Elina Gussewa | - Larissa Kisseljowa - Marina Basanowa - Natalja Morskowa - Ljudmila Guz | - Swetlana Prjachina - Natalja Anissimowa - Galina Borsenkowa - Tatjana Dschandschgawa |

### Konečné pořadí
| XXV. | Olympijské hry | Z | V | R | P | Skóre    | B |
| ---- | -------------- | - | - | - | - | -------- | - |
| 1.   | Jižní Korea    | 5 | 4 | 1 | 0 | 136: 107 | 9 |
| 2.   | Norsko         | 5 | 3 | 0 | 2 | 99: 108  | 6 |
| 3.   | SNS            | 5 | 4 | 0 | 1 | 121: 99  | 8 |
| 4.   | Německo        | 5 | 2 | 0 | 3 | 131: 111 | 4 |
| 5.   | Rakousko       | 4 | 2 | 1 | 1 | 90: 79   | 5 |
| 6.   | USA            | 4 | 1 | 0 | 3 | 72: 102  | 2 |
| 7.   | Španělsko      | 4 | 1 | 0 | 3 | 76: 85   | 2 |
| 8.   | Nigérie        | 4 | 0 | 0 | 4 | 73: 107  | 0 |